# Mușchiul flexor lung al policelui

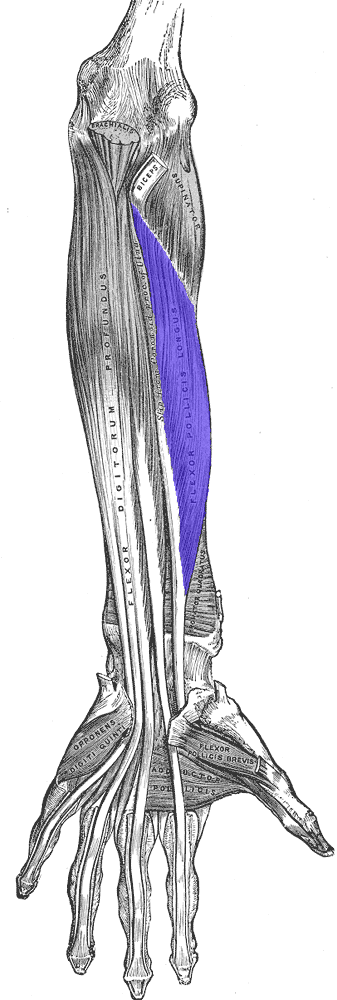
Mușchiul flexor lung al policelui (în albastru)

Mușchiul flexor lung al policelui sau mușchiul lung flexor al policelui (Musculus flexor pollicis longus) este un mușchi lung și plat, așezat pe marginea radială (laterală) a feței anterioare a antebrațului, sub mușchii superficiali. Se află în al treilea plan al mușchilor anteriori ai antebrațului, lateral de mușchiul flexor profund al degetelor.

## Inserțiile
Are originea pe fața anterioară a radiusului în 3/4 proximale (mai sus de originea mușchiului pătrat pronator) și pe porțiunea laterală corespunzătoare a membranei interosoase. Uneori are originea și pe procesul coronoid al ulnei (Processus coronoideus ulnae) și pe epicondilul medial al humerusului (Epicondylus medialis humeri).
Are corpul muscular relativ scurt, care de la jumătatea antebrațului se continuă cu un tendon lung, care trece înapoia retinaculului flexorilor prin canalul carpian, apoi se angajează în palmă medial de eminența tenară, fiind înconjurat de o teacă - vagina tendonului mușchiului flexor lung al policelui (Vagina tendinis musculi flexoris pollicis longi).
Tendonul se termină inserându-se pe fața anterioară a bazei falangei distale a policelui.

## Raporturi
La antebraț este acoperit anterior de mușchiul  flexor superficial al degetelor și mușchiul flexor radial al carpului, iar distal de mușchiul  brahioradial; între acești mușchi și mușchiul flexor lung al policelui se află vasele radiale (artera radială și vena radială) și ramura superficială a nervului radial (Ramus superficialis nervi radialis). Posterior, se află radiusul și membrana interosoasă, iar distal mușchiul pătrat pronator. Marginea laterală a mușchiului flexor lung al policelui vine în raport cu capul radial al mușchiului flexor superficial al degetelor. Marginea medială a lui vine în raport cu mușchiul flexor profund al degetelor, de care este separat printr-un interstițiu, pe unde trec vasele și nervul antebrahial interosos anterior (Nervus interosseus antebrachii anterior). 
La gâtul mâinii (articulația radiocarpiană) trece înapoia retinaculului flexorilor, prin canalul carpian, unde tendonul său este plasat cel mai lateral. 
În palmă merge de-a lungul marginii mediale a eminenței tenare într-un șanț format de cele două fascicule ale mușchiului flexor scurt al policelui.
La deget, tendonul mușchiului flexor lung al policelui intră într-un tunel osteo-fibros asemănător cu cel al celorlalte degete.

## Acțiune
Flectează ultima falangă (falanga distală) a policelui pe prima (falanga proximală) a lui; și secundar prima falangă a policelui pe metacarpianul I și mâna pe antebraț. 
Este și un slab adductor al mâinii, determinând o ușoară abducție a acesteia.

## Inervația
Inervația este asigurată de nervul antebrahial interosos anterior (Nervus interosseus antebrachii anterior), ramură din nervul median (neuromer C7-C8).

## Vascularizația
Vascularizația este asigurată de artera interosoasă anterioară (Arteria interossea anterior) și artera radială (Arteria radialis).